# Королевство. Исход
«Королевство. Исход» (дат. Riget Exodus) — третий сезон телесериала «Королевство», снятый Ларсом фон Триером. Главные роли в нём сыграли Бодиль Йергенсен, Гита Нёрбю, Петер Мюгинд, Серен Пильмарк, Николас Бро. Премьера состоялась в сентябре 2022 года на 79-м Венецианском кинофестивале.

## Сюжет
Действие происходит, как и в предыдущих сезонах, в психиатрическом отделении датской больницы. Центральный персонаж — лунатик Карен, которая пытается найти ответы на вопросы, давно мучающие пациентов.

## В ролях
- Кир, УдоУдо Кир — Большой братец
- Гита Нёрбю — Ригмор Мортенсен
- Петер Мюгинд — Могенс Месгаард
- Серен Пильмарк — Йорген Крогсхой
- Николас Бро — Бальдер
- Бодиль Йергенсен[1] — Карен
- Ларс Миккельсен — Понтопидан

## Создание и оценки
Поскольку после второго сезона (1997) остались незакрытыми многие сюжетные линии, его создатели запланировали третью часть. Однако в 1998 году умер Эрнст-Хуго Ярегорд, игравший шведского нейрохирурга, а позже умерли Кирстен Рольффес (фру Друссе) и Мортен Ротне Лефферс (мужчина-посудомойщик). Из-за этого появление третьей части стало маловероятным. Триер написал сценарий третьего сезона, задуманного им как финальный, но телеканал Danmarks Radio долго откладывал решение о начале съёмок. После смерти пяти постоянных актёров продолжение съёмок было признано невозможным. Сценарий был отправлен продюсерам «Королевского госпиталя» Стивена Кинга.
Позже Триер всё-таки возродил проект. Съёмки начались в мае 2021 года. По-видимому, для режиссёра это последний проект: в 2022 году стало известно, что он тяжело болен.
Премьерный показ сезона состоялся 1 сентября 2022 года на 79-м Венецианском кинофестивале. Зрители устроили овацию. Рецензенты отмечали, что Триер придумал оригинальное решение проблемы в связи с невозможностью задействовать многих героев первого и второго сезонов. В новых сериях «Королевства» заметны отсылки к фильмам Ингмара Бергмана и Андрея Тарковского, к Шекспиру, Вагнеру, Библии.